# Caraș
44°49′31″N 21°20′29″Ø / 44.8253°N 21.3414°Ø
Caraș (på rumænsk) eller Karaš (på serbisk, også kyrillisk: Караш) er en 110 km lang flod i Banatet, grænseregionen i Vojvodina i Serbien og Rumænien og en venstre biflod til Donau. Karaš afvander et område på 1.400 km2 og selvom den er blevet kanaliseret, er den ikke sejlbar.

## Navn
I romertiden var floden kendt som Apo, fra et thrakisk ord, der betyder "vand". Det ungarske navn er Karas.

## Rumænien
Caraș stammer fra Aninabjergene, nordøst for byen Anina, tæt på kilderne til floderne Bârzava og Nera. Den løber 50 km mod nord gennem Rumænien, før den drejer mod sydvest ved byen Carașova, hvor det modtager mange korte bifloder, især den venstre biflod til Lișava, og passerer derefter mange landsbyer (bl.a. Giurgiova, Ticvaniu Mare, Grădinari, Vărădia, Mercina, Vrani) før den kommer ind i den serbiske provins Vojvodina. I Rumænien er dens længde 79 km og dens afvandingsareal er 1.280 km2.

## Serbien
Lige efter at have krydset grænsen modtager Karaš sine to store bifloder, Borugu fra højre og Vicinic fra venstre. Den passerer landsbyerne Kuštilj, Vojvodinci, Dobričevo, Straža og Jasenovo og når den østlige side af Deliblatska Peščara- og Dumača- bakken, den østligste side af Zagajica-bakkerne. Fra dette sted kanaliseres Karaš og indarbejdes i den sidste del af Donau-Tisa-kanalen. Den løber langs landsbyerne Dupljaja, Grebenac, Kajtasovo og Banatska Palanka, før den ender sine 60 kilometers løb gennem Serbien, og munder ud i Donau nær landsbyen Stara Palanka, overfor turiststedet Ram.